# Jasey-Jay Anderson
Jasey-Jay Anderson (Montreal (Quebec), 13 april 1975) is een Canadese snowboarder. Hij vertegenwoordigde zijn vaderland op de Olympische Winterspelen 1998 in Nagano, op de Olympische Winterspelen 2002 in Salt Lake City, op de Olympische Winterspelen 2006 in Turijn, op de Olympische Winterspelen 2010 in Vancouver, op de Olympische Winterspelen 2014 in Sotsji en op de Olympische Winterspelen 2018 in Pyeongchang.

## Carrière
Anderson veroverde in zijn carrière vier wereldtitels, in 2010 werd hij olympisch kampioen op de parallelreuzenslalom. Daarnaast legde hij ook vier keer beslag op de eindzege in de algemene wereldbeker.

## Resultaten

### Olympische Spelen
| Jaar | Plaats         | Resultaten                                  |
| ---- | -------------- | ------------------------------------------- |
| 1998 | Nagano         | 16e Reuzenslalom                            |
| 2002 | Salt Lake City | 29e Parallelreuzenslalom                    |
| 2006 | Turijn         | 5e Snowboardcross 20e Parallelreuzenslalom  |
| 2010 | Vancouver      | Parallelreuzenslalom                        |
| 2014 | Sotsji         | 15e Parallelslalom 14e Parallelreuzenslalom |
| 2018 | Pyeongchang    | 24e Parallelreuzenslalom                    |

### Wereldkampioenschappen
| Jaar | Plaats               | Resultaten                                                     |
| ---- | -------------------- | -------------------------------------------------------------- |
| 1999 | San Candido          | 11e Parallelreuzenslalom 12e Reuzenslalom 25e Parallelslalom   |
| 2001 | Madonna di Campiglio | Reuzenslalom · 5e Parallelslalom                               |
| 2003 | Kreischberg          | 12e Parallelslalom 16e Snowboardcross 23e Parallelreuzenslalom |
| 2005 | Whistler             | Parallelslalom · Parallelreuzenslalom · 10e Snowboardcross     |
| 2007 | Arosa                | 16e Parallelslalom 17e Parallelreuzenslalom 26e Snowboardcross |
| 2009 | Gangwon              | Parallelreuzenslalom · 6e Parallelslalom                       |
| 2013 | Stoneham             | 12e Parallelslalom 20e Parallelreuzenslalom                    |
| 2015 | Kreischberg          | 24e Parallelslalom 5e Parallelreuzenslalom                     |
| 2017 | Sierra Nevada        | 42e Parallelslalom 7e Parallelreuzenslalom                     |

### Wereldbeker
Eindklasseringen
| Seizoen   | Algm  | PAR   | PSL | PGS | SBX    | HP   | RS    | SL  |
| --------- | ----- | ----- | --- | --- | ------ | ---- | ----- | --- |
| 1996/1997 | 89e   | -     | -   | -   | -      | -    | 28e   | -   |
| 1997/1998 | 110e  | -     | -   | -   | -      | -    | 39e   | -   |
| 1998/1999 | 32e   | -     | -   | -   | -      | -    | 10e   | 32e |
| 1999/2000 | 12e   | 12e   | -   | -   | 15e    | 56e  | 7e    | -   |
| 2000/2001 | Goud  | -     | -   | -   | Zilver | 105e | Brons | 9e  |
| 2001/2002 | Goud  | 11e   | -   | -   | Goud   | -    | 8e    | -   |
| 2002/2003 | Goud  | 6e    | -   | -   | Zilver | -    | -     | -   |
| 2003/2004 | Goud  | 4e    | -   | -   | 5e     | -    | -     | -   |
| 2004/2005 | -     | 11e   | -   | -   | Zilver | -    | -     | -   |
| 2005/2006 | Brons | 23e   | -   | -   | Goud   | -    | -     | -   |
| 2006/2007 | 12e   | 10e   | -   | -   | 22e    | -    | -     | -   |
| 2007/2008 | 9e    | 8e    | -   | -   | 38e    | -    | -     | -   |
| 2008/2009 | 4e    | Brons | -   | -   | 50e    | -    | -     | -   |
| 2009/2010 | 4e    | Brons | -   | -   | -      | -    | -     | -   |
| 2011/2012 | -     | 23e   | -   | -   | -      | -    | -     | -   |
| 2012/2013 | -     | 25e   | 33e | 22e | -      | -    | -     | -   |
| 2013/2014 | -     | 36e   | 42e | 32e | -      | -    | -     | -   |
| 2014/2015 | -     | 23e   | 26e | 15e | -      | -    | -     | -   |
| 2015/2016 | -     | 28e   | 33e | 23e | -      | -    | -     | -   |
| 2016/2017 | -     | 31e   | 58e | 25e | -      | -    | -     | -   |
| 2017/2018 | -     | 25e   | 58e | 19e | -      | -    | -     | -   |

Wereldbekerzeges
| Datum            | Plaats           | Onderdeel            |
| ---------------- | ---------------- | -------------------- |
| 20 november 1998 | Tandadalen       | Parallelreuzenslalom |
| 26 februari 2000 | Shigakogen       | Reuzenslalom         |
| 3 maart 2000     | Park City        | Snowboardcross       |
| 16 december 2000 | Mont-Sainte-Anne | Reuzenslalom         |
| 13 januari 2001  | Morzine          | Snowboardcross       |
| 14 januari 2001  | Morzine          | Snowboardcross       |
| 19 januari 2001  | Plan de Corones  | Snowboardcross       |
| 16 februari 2001 | Sapporo          | Snowboardcross       |
| 17 februari 2001 | Sapporo          | Parallelreuzenslalom |
| 17 maart 2001    | Ruka             | Snowboardcross       |
| 18 januari 2002  | Bardonecchia     | Snowboardcross       |
| 15 maart 2002    | Ruka             | Snowboardcross       |
| 23 maart 2002    | Tandadalen       | Snowboardcross       |
| 26 januari 2003  | Berchtesgaden    | Snowboardcross       |
| 29 januari 2003  | San Candido      | Snowboardcross       |
| 14 maart 2003    | Arosa            | Parallelreuzenslalom |
| 7 februari 2004  | Berchtesgaden    | Snowboardcross       |
| 14 december 2004 | Hermagor         | Snowboardcross       |
| 15 december 2004 | Hermagor         | Snowboardcross       |
| 9 december 2005  | Whistler         | Snowboardcross       |
| 25 februari 2007 | Sungwoo          | Parallelreuzenslalom |
| 24 februari 2008 | Gujo-Gifu        | Parallelreuzenslalom |
| 15 maart 2009    | La Molina        | Parallelreuzenslalom |
| 22 maart 2009    | Valmalenco       | Parallelreuzenslalom |
| 17 december 2009 | Telluride        | Parallelreuzenslalom |
| 6 januari 2010   | Kreischberg      | Parallelreuzenslalom |
| 21 maart 2010    | La Molina        | Parallelreuzenslalom |
| 26 januari 2018  | Bansko           | Parallelreuzenslalom |